# 2019冠状病毒病广东省疫情时间线 (2020年)
本条目介绍2019冠状病毒病疫情于2020年在广东省的情况和确诊病例。

## 2020年1月
2020年1月11日上午，广东省深圳市南山区蛇口人民医院收治了一名41岁印度籍女性重症肺炎患者，患者Mahe Shwari是深圳蛇口科爱赛国际学校教师。患者在入院前1周有咳嗽、发热，入院后严重呼吸衰竭，1月12日，深圳市衛生健康委員會发布情报说明称与2019冠狀病毒病无关。深圳市第三人民醫院亦收容兩名疑似患者。
1月19日，国家卫健委确认广东省首例输入性新型冠状病毒感染的肺炎确诊病例。患者为66岁男性，现居深圳，2019年12月29日赴武汉探亲，2020年1月3日出现发热、乏力等症状，1月4日返深后就诊，1月11日转至深圳市定点医院隔离治疗。经省、市疾控中心采用优化后的检测试剂盒检测，呈新型冠状病毒核酸阳性。1月18日，标本送至中国疾控中心进行病毒核酸复核检测，结果为阳性。1月19日，经国家卫生健康委疫情领导小组下设的诊断组专家，结合《新型冠状病毒感染的肺炎诊疗方案（试行第二版）》内容，对该病例进行评估确认，专家组一致同意将该病例确认为新型冠状病毒感染的肺炎确诊病例。现患者病情稳定。已对密切接触者进行追踪随访。深圳市卫生健康委员会同时通报，深圳市另有8例观察病例在定点医院隔离治疗，追踪调查和医学观察正在进行中。
1月20日晚上8點，广东省卫生健康委员会公佈，广东省新出现13例（包括深圳8例、珠海3例、湛江、惠州各1例），累計14例；深圳市卫生健康委员会同时通报，深圳市另有8例观察病例在定点医院隔离治疗，追踪调查和医学观察正在进行中。
珠海三例為一家三口，雙親1月11日自武漢乘坐高鐵到珠海女兒家，1月15日父親感不適就診，1月17日初步診斷為疑似病例，轉送到中大五院隔離治療，母親及女兒先後出現發熱等症狀，18日由醫學觀察轉隔離治療。
1月21日晚10时，广东省卫健委发布公告称，广东省新增3例新型冠状病毒肺炎确诊病例，分别在深圳、珠海和湛江。三名患者中2名女性1名男性，有一例重症病例。3人均有湖北旅行或居住史。
截至1月21日24:00，广东省新增报告9例新型冠状病毒感染的肺炎确诊病例（廣州2例、深圳4例、佛山1例、韶關2例；男性4例、女性5例）其中重症2例，均收治在當地定點醫療機構隔離治療。其中7例有湖北居住史或旅行史，全省累計26例。
1月22日0-24時，廣東省報告新增確診病例6例。其中中山、肇慶各有1例（為首例確診病例），其他為廣州3例、深圳1例。截至1月22日24時全省確診累計32例，重症病例12例，危重病例3例，無死亡病例。
1月23日，深圳2名新型冠状病毒感染肺炎患者痊愈出院。出院患者为一名35岁男患者和一名10岁男童患者，均为广东省卫生健康委通报的确诊病例。
1月24日，广东省再次报告新型冠状病毒感染的肺炎新增确诊病例21例，其中阳江3例（首次报告）、清远1例（首次报告）、广州2例、珠海4例、佛山5例、韶关1例、惠州4例、中山1例。
1月25日，广东省卫健委通报，新增确诊病例25例，其中重症病例1例。确诊病例中，汕头1例（首次报告）、东莞1例（首次报告）、广州7例、深圳5例、珠海2例、佛山3例、惠州2例、阳江2例、肇庆1例、清远1例。另根据当日通报，广东省累计发现聚集性疫情14起，其中13起为家庭聚集，1起为工作同事聚集。同日下午，有消息称广州市黄埔区城管局副局长尹维新被确认感染新型冠状病毒肺炎，出现症状期间曾视察黄埔区花市。后经黄埔区城管局通报，尹维新已于24日确诊感染新型冠状病毒。而黄埔区疾控中心表示正调查此事，有结果将及时反馈。25日深夜，广州市黄埔区卫生健康局在其官方微博上发布了《关于网传黄埔区城管局干部尹某疑似感染新型冠状病毒核查情况的通报》，其中提到1月19日下午，尹维新的岳母鲍某从湖北武汉到尹维新家。21日下午，鲍某开始出现咳嗽症状，当晚在尹维新及其家人等3人陪同下到医院检查，于22日凌晨收入院治疗。经对鲍某采样作新型冠状病毒核酸检测，23日确诊。鲍某被确诊后，立即对与鲍某密切接触的尹维新及其家人实行隔离和检查，尹维新初筛结果为可疑阳性，尹维新家人初筛结果为阳性。24日，尹维新家人复核结果为阳性并确诊，而尹维新正等待复核结果。26日晚，尹维新经复查，其新型冠状病毒核酸确诊为阳性。
1月26日，广东省卫健委通报，新增确诊病例20例，其中重症病例2例。确诊病例中，揭阳3例（首次报告）、深圳6例、汕头1例、佛山2例、惠州1例、东莞1例、阳江1例、湛江2例、肇庆2例、清远1例。截至1月25日24时，广东省累计报告新型冠状病毒感染的肺炎确诊病例98例，其中重症病例18例，危重病例5例，无死亡病例，出院病例2例。确诊病例中，广州14例、深圳27例、珠海10例、汕头2例、佛山10例、韶关3例、惠州8例、东莞2例、中山2例、阳江6例、湛江4例、肇庆4例、清远3例、揭阳3例；重症病例中，广州5例、深圳9例、韶关1例、阳江1例、湛江1例、肇庆1例；危重病例中，深圳3例、珠海2例。同日早上8时，歌诗达威尼斯号抵达蛇口太子湾邮轮母港。由于船上有湖北籍游客，深圳市疾控中心和海关检验检疫局人员已乘摆渡船登上邮轮，对船上所有旅客和船员进行排查检测。经排查，船上4973名游客中，148人有武汉旅游史、居住史和接触史，将被安排进行集中隔离和医学观察。
1月27日，广东省卫健委通报，1月26日新增确诊病例确诊病例48例，其中重症病例1例，危重病例1例。确诊病例中，梅州1例（首次报告）、汕尾1例（首次报告）、广州25例、深圳9例、珠海2例、佛山4例、韶关1例、中山2例、阳江2例、湛江1例。同日晚，广东省报告新型冠状病毒感染的肺炎新增确诊病例5例。其中广州市2例、梅州市2例、中山市1例。同日，深圳市卫健委通报，经专家组会诊，深圳2名新型冠状病毒感染肺炎确诊患者痊愈出院，出院患者为一名65岁女性患者和一名36岁男性患者。
1月28日，广东省卫健委通报，1月27日新增确诊病例42例，其中新增重症病例3例，新增出院病例2例，无新增危重病例和死亡病例。新增病例中，广州市12例、深圳市13例、汕头市3例、佛山市4例、梅州市2例、惠州市3例、中山市2例、清远市2例、揭阳市1例。同日，惠州市首例新型冠状病毒患者痊愈出院。
1月29日，广东省卫健委通报，28日新增确诊病例53例，新增出院病例1例（惠州市）。新增确诊病例中，河源市1例、茂名市2例为首次报告，深圳市14例、广州市12例、中山市6例、东莞市5例、珠海市2例、湛江市2例、揭阳市2例、阳江市2例、汕头市1例、惠州市1例、肇庆市1例、梅州市1例、清远市1例。根据广州市卫健委的通报，在广州市报告的新型冠状病毒感染的肺炎新增确诊病例中，有1例为巴基斯坦籍。在广东省人民政府举行的第四场肺炎疫情防控新闻发布会上，目前广东确诊的新型冠状病毒感染肺炎病例中，包括3名外籍人士和2名境外人士，而他们都曾有过武汉旅游或居住史，其中一名来自巴基斯坦、两名来自澳大利亚、另外两名来自香港。2名香港人中，1人長期在武漢工作，另1人曾去武漢旅遊。
1月30日，广东省卫健委通报，29日新增确诊病例70例，新增出院1例。新增确诊病例中，深圳市23例、广州市16例、佛山市7例、汕头市6例、惠州市5例、珠海市4例、中山市4例、茂名市1例、江门市1例、梅州市1例、湛江市2例。同日上午，广州首例新型冠状病毒感染的肺炎患者出院。同日下午，广东省卫健委通报，30日0-12时全省新增确诊病例43例，新增出院2例。新增确诊病例中，广州市15例、深圳市12例、珠海市8例、东莞市4例、中山市2例、湛江市2例。
1月31日，广东省卫健委通报，30日当天广东省新增确诊病例82例，新增出院3例。新增确诊病例中，广州市27例、深圳市24例、珠海市8例、佛山市7例、汕尾市2例、东莞市9例、中山市2例、湛江市2例、肇庆市1例。同日下午通报31日0-12时新增确诊病例43例，新增出院1例。新增确诊病例中，广州市6例、深圳市24例、珠海市8例、佛山市1例、惠州市3例、江门市1例。

## 2020年2月
2月1日，广东省卫健委通报，1月31日当天广东省新增确诊病例127例。新增确诊病例中，潮州3例为首次报告；深圳市60例、广州市31例、珠海市12例、佛山市6例、东莞市5例、惠州3例、汕头市2例、江门市2例、湛江市2例、汕尾市1例。同日下午通报1日0-12时新增确诊病例15例，新增出院1例。新增确诊病例中，广州市13例、佛山市1例、梅州市1例。
2月2日，广东省卫健委通报，2月1日当天广东省新增确诊病例84例，新增确诊病例中，广州市38例、深圳市26例、东莞市6例、珠海市3例、中山市3例、惠州市3例、肇庆市1例、湛江市1例、韶关市1例、梅州市1例、佛山市1例。同日下午通报2日0-12时全省新增确诊病例28例。新增确诊病例中，深圳市11例、珠海市6例、广州市4例、佛山市4例、汕头市1例、梅州市1例、潮州市1例。
同日，深圳證實發現首宗社區傳播個案。3名患者14日內均未去武漢或離開過深圳，其中一人是外賣送貨員。深圳市疾控中心副主任醫師孔東鋒指3人有機會是在日常生活中接觸到傳染病源。此外，一名曾于1月19日搭乘星梦邮轮下属“世界梦号”的肇庆籍旅客被确诊感染新型冠状病毒肺炎，另有两名同航次旅客亦确诊感染新型冠状病毒肺炎。
2月3日上午，广东省卫健委通报，2日当天新增确诊病例79例，新增确诊病例中，深圳市30例、广州市14例、珠海市10例、惠州市5例、中山市4例、佛山市4例、东莞市4例、汕头市3例、汕尾市1例、梅州市1例、茂名市1例、江门市1例、潮州市1例。同日下午通报3日0-12时新增确诊病例42例，新增确诊病例中，深圳市19例、广州市11例、珠海市4例、肇庆市3例、佛山市2例、汕头市1例、清远市1例、梅州市1例。同日下午，深圳市再有5名新型冠状病毒感染的肺炎确诊患者痊愈出院。
2月4日上午，广东省卫健委通报，3日当天新增确诊病例114例，新增确诊病例中，深圳市43例、广州市27例、珠海市13例、中山市6例、东莞市6例、肇庆市3例、佛山市3例、阳江市2例、清远市2例、梅州市2例、江门市2例、湛江市1例、韶关市1例、汕头市1例、茂名市1例、惠州市1例。新增出院6例。同日下午通报4日0-12时新增确诊病例16例。新增确诊病例中，广州市8例、湛江市3例、佛山市3例、深圳市2例。當日，深圳市公安局福田分局对多次隐瞒疫情发生地行程和发热病情的64歲湖北孝感女子范某芳予以立案侦查。1月21日，范某芳与其丈夫邹某陆从湖北武昌乘坐火车到深圳其女儿邹某处探亲。到深圳后，范某芳在就诊过程中，范某芳始终隐瞒从疫情发生地来深圳的事实。1月26日，范某芳被确诊为新型冠状病毒感染的肺炎病例，在转移至深圳市第三人民医院接受救治后，范某芳仍继续隐瞒从疫情发生地来深的事实。范某芳在乘坐公共交通工具以及在人员聚集的公共场所停留过程中，均未采取任何防护措施。
2月5日上午，广东省卫健委通报，4日当天新增确诊病例73例，新增确诊病例中，广州市21例、深圳市20例、东莞市7例、珠海市5例、中山市4例、湛江市3例、佛山市3例、汕头市2例、清远市2例、惠州市2例、肇庆市1例、梅州市1例、茂名市1例、江门市1例。新增出院12例。同日下午通报5日0-12时新增确诊病例25例。新增确诊病例中，广州市12例、珠海市3例、惠州市3例、肇庆市2例、深圳市2例、中山市1例、佛山市1例、潮州市1例。新增出院5例。
2月6日上午，广东省卫健委通报，5日当天新增确诊病例74例，新增确诊病例中，深圳市25例、广州市18例、中山市9例、珠海市4例、惠州市4例、东莞市3例、肇庆市2例、梅州市2例、江门市2例、湛江市1例、阳江市1例、揭阳市1例、佛山市1例、潮州市1例。新增出院17例。同日下午通报6日当天0-12时新增确诊病例26例。新增确诊病例中，广州市15例、佛山市7例、深圳市2例、肇庆市1例、汕头市1例。新增出院3例。
2月7日上午，广东省卫健委通报，6日当天新增确诊病例74例。新增确诊病例中，广州市29例、深圳市20例、佛山市7例、东莞市6例、惠州市4例、中山市2例、汕头市2例、江门市2例、肇庆市1例、河源市1例。新增死亡病例1例，为肇庆市1例，系一名55歲的苏姓男子，肇慶封開江口鎮人，有武漢返粵人員接觸史和多年糖尿病史。苏姓男子在江口鎮經營樂惠士多店，店內有一張麻雀台供牌友娛樂。患者平常活動點為士多和家中，無其他外出旅遊史。另据调查，苏某发病前曾与重点疫情发生地回封开人员有密切接触，但在就医时隐瞒了有关情况。另新增出院19例。同日下午通报，7日当天0-12时全省新增确诊病例16例。新增确诊病例中，深圳市5例、珠海市3例、江门市3例、佛山市2例、湛江市1例、河源市1例、广州市1例。新增出院6例。
2月8日上午，广东省卫健委通报，7日当天全省新增确诊病例57例。新增确诊病例中，深圳市17例、广州市14例、珠海市9例、汕头市3例、江门市3例、佛山市3例、东莞市3例、惠州市2例、湛江市1例、梅州市1例、河源市1例。新增出院29例。同日下午通报8日当天0-12时全省新增确诊病例20例。新增确诊病例中，惠州市6例、佛山市4例、深圳市3例、广州市3例、茂名市2例、珠海市1例、江门市1例。
2月9日，广东省卫健委通报，8日当天全省新增确诊病例45例。新增确诊病例中，深圳市13例、广州市6例、惠州市6例、中山市5例、佛山市5例、茂名市3例、江门市3例、东莞市2例、珠海市1例、湛江市1例。新增出院28例。
2月10日，广东省卫健委通报，9日当天全省新增确诊病例31例。新增确诊病例中，广州市9例、中山市5例、深圳市4例、惠州市3例、佛山市3例、珠海市2例、江门市2例、东莞市2例、茂名市1例。新增出院18例。其中1例患者在广州祈福新村内的祈福医院确诊（非祈福住户），导致医院全院停诊。医院对与患者有过接触的所有医护、病人、清洁等人员全部排查，密切接触者已进行采样和隔离。
2月11日，广东省卫健委通报，10日当天全省新增确诊病例26例，新增出院38例。新增确诊病例中，深圳市7例、广州市4例、惠州市3例、中山市2例、佛山市2例、东莞市2例、珠海市1例、肇庆市1例、韶关市1例、茂名市1例、揭阳市1例、江门市1例。
2月12日，广东省卫健委通报，11日当天全省新增确诊病例42例，新增出院60例。新增确诊病例中，深圳市11例、佛山市8例、广州市6例、东莞市5例、中山市4例、清远市2例、茂名市2例、珠海市1例、肇庆市1例、江门市1例、惠州市1例。
2月13日，广东省卫健委通报，12日当天全省新增确诊病例22例，新增出院43例。新增确诊病例中，深圳市5例、广州市4例、佛山市3例、东莞市3例、珠海市2例、中山市2例、韶关市1例、江门市1例、惠州市1例。新增死亡病例1例，为东莞市1例，系湖北返粤人员，因发生难治性脓毒性休克、多器官功能障碍综合征，经全力抢救无效死亡。
2月14日，广东省卫健委通报，13日当天全省新增确诊病例22例，新增出院48例。新增确诊病例中，深圳市9例、东莞市3例、珠海市2例、广州市1例、佛山市1例、肇庆市1例、湛江市1例、梅州市1例、惠州市1例。
2月15日，广东省卫健委通报，14日当天全省新增确诊病例33例，新增出院54例。新增出院病例中，5例为重型病例治愈出院，其他为普通型或者轻型治愈出院。新增确诊病例中，东莞市8例、广州市7例、深圳市6例、珠海市4例，韶关市2例、惠州市2例、佛山市2例，中山市、梅州市各1例。
2月16日，广东省卫健委通报，15日当天全省新增确诊病例22例，新增出院50例。新增出院病例中，3例为重型病例治愈出院，其他为普通型或者轻型治愈出院。新增确诊病例中，深圳市8例、东莞市8例、广州市3例，珠海市、梅州市和江门市各1例。另有疑似病例2例。
2月17日，广东省卫健委通报，16日当天全省新增确诊病例6例，新增出院37例。新增出院病例中，5例为重型病例治愈出院，其他为普通型或者轻型治愈出院。新增确诊病例中，深圳市、广州市、珠海市、中山市、茂名市和河源市各1例。新增死亡2例，为深圳市2例。另有疑似病例1例。
2月18日，广东省卫健委通报，17日当天全省新增确诊病例6例，新增出院57例。新增出院病例中，8例为重型或危重型病例治愈出院，其他为普通型或者轻型治愈出院。新增确诊病例中，东莞市2例，深圳市、珠海市、惠州市和肇庆市各1例。无疑似病例。
2月19日，广东省卫健委通报，18日当天全省新增确诊病例3例（惠州市），新增出院41例。新增出院病例中，8例为重型病例治愈出院，其他为普通型或者轻型治愈出院。新增死亡病例1例，为珠海市1例，系湖北返粤人员，因发生急性呼吸窘迫综合征、脓毒性休克，经全力抢救无效死亡。
2月20日，广东省卫健委通报，19日当天全省新增确诊病例1例（东莞市），新增出院48例。新增出院病例中，5例为重型病例治愈出院，其他为普通型或者轻型治愈出院。
2月21日，广东省卫健委通报，20日当天全省新增确诊病例1例（东莞市），新增出院45例。新增出院病例中，1例为危重型病例治愈出院，4例为重型病例治愈出院，其他为普通型或者轻型治愈出院。
2月22日，广东省卫健委通报，21日当天全省新增确诊病例6例，新增出院56例，2例为危重型病例治愈出院，4例为重型病例治愈出院，其他为普通型或者轻型治愈出院。
2月23日，广东省卫健委通报，22日当天全省新增确诊病例3例，为广州市2例、东莞市1例。新增出院20例，均为普通型病例治愈出院。新增死亡病例1例，为深圳市1例。
2月24日，广东省卫健委通报，23日当天全省新增确诊病例3例，为东莞市2例、阳江市1例。新增出院32例，7例为重型病例治愈出院，25例为普通型或轻型病例治愈出院。
2月25日，广东省卫健委通报，24日当天全省新增确诊病例2例，为广州市和东莞市各1例。新增出院33例，5例为重型病例治愈出院，28例为普通型或轻型病例治愈出院。新增死亡病例1例，为广州市1例。
2月26日，广东省卫健委通报，25日当天全省无新增确诊病例。新增出院36例，1例为危重型病例治愈出院，3例为重型病例治愈出院，32例为普通型或轻型病例治愈出院。
2月27日，广东省卫健委通报，26日当天全省无新增确诊病例。新增出院32例，3例为危重型病例治愈出院，5例为重型病例治愈出院，24例为普通型或轻型病例治愈出院。
2月28日，广东省卫健委通报，27日当天全省新增确诊病例1例，为东莞市1例。新增出院46例，5例为重型病例治愈出院，41例为普通型或轻型病例治愈出院。
2月29日，广东省卫健委通报，28日当天全省新增确诊病例1例，为东莞市1例。新增出院53例，3例为危重型病例治愈出院，5例为重型病例治愈出院，其余为普通型或轻型病例治愈出院。

## 2020年3月
3月1日，广东省卫健委通报，29日当天全省无新增确诊病例。新增出院37例，11例为重型病例治愈出院，其余为普通型或轻型病例治愈出院。
3月1日，广东省卫健委通报，當天凌晨，深圳市卫生健康委报告1例境外输入新冠肺炎确诊病例。
3月3日，广东省卫健委通报，2日当天全省无新增确诊病例。新增出院47例，4例为重型病例治愈出院，其余为普通型或轻型病例治愈出院。
3月4日，广东省卫健委通报，3日当天全省无新增确诊病例。新增出院48例，3例为危重型病例治愈出院，8例为重型病例治愈出院，其余为普通型或轻型病例治愈出院。
3月5日，广东省卫健委通报，4日当天全省无新增确诊病例。新增出院30例，2例为危重型病例治愈出院，7例为重型病例治愈出院，其余为普通型或轻型病例治愈出院。
3月6日，广东省卫健委通报，5日当天全省新增确诊病例1例（广州市）。新增出院50例，1例为危重型病例治愈出院，8例为重型病例治愈出院，其余为普通型或轻型病例治愈出院。同日晚，深圳市卫健委公布第二例境外输入病例。患者为70岁深圳市居民，于1月10日前往西班牙旅游，3月1日离开西班牙，经阿联酋阿布扎比转机，于2日8时50分抵达北京首都机场，同日转机返回深圳，抵深后由其儿子驾车接回家。3月4日出现发热症状，后前往北京大学深圳医院就诊，5日新冠病毒核酸初筛结果呈阳性，6日凌晨3时，深圳市疾控中心复核为阳性并确诊。
3月7日，广东省卫健委通报，6日当天全省累计报告新冠肺炎确诊病例1352例，累计出院1233例，累计死亡7例。
3月8日，广东省卫健委通报，7日当天全省无新增确诊病例。新增出院17例，1例为危重型病例治愈出院，3例为重型病例治愈出院，其余为普通型或轻型病例治愈出院。
3月9日，广东省卫健委通报，8日当天全省无新增确诊病例。新增出院10例。新增死亡1例，为韶关市1例，系64岁男性，因肾功能衰竭合并多器官功能衰竭，经全力抢救无效死亡。同日晚，东莞市通报1例境外输入新冠肺炎病例。患者为中国留学生，3月7日在西班牙乘坐国泰航空CX320航班，3月8日到达香港国际机场，在深圳湾口岸入境，体温正常，口岸对其进行了核酸检测。3月9日，核酸检测结果阳性。初步判定密切接触者6人，均已按要求集中隔离。
3月10日，广东省卫健委通报，9日當天全省累计报告新冠肺炎确诊病例1353例，累计出院1270例，累计死亡8例。9日当天全省新增确诊病例1例，为东莞市报告的境外输入病例1例。新增出院10例。
3月11日，广东省卫健委通报，10日當天全省累计报告新冠肺炎确诊病例1353例，累计出院1282例，累计死亡8例。。同日下午，广东省报告3例境外输入新冠肺炎确诊病例，其中深圳市报告1例法国输入病例、中山市报告2例西班牙输入病例。
3月12日，广东省卫健委通报，11日當天全省累计报告新冠肺炎确诊病例1356例，累计出院1288例，累计死亡8例。11日当天全省新增确诊病例3例，为深圳市报告1例法国输入病例、中山市报告2例西班牙输入病例。新增出院6例。
3月13日，广东省卫健委通报，12日當天全省新增出院8例。
3月14日，广东省卫健委通报，13日當天全省新增出院3例。
3月15日，广东省卫健委通报，14日当天新增确诊病例1例，为深圳报告境外输入病例。新增出院4例。同日晚，广东省报告3例境外输入新冠肺炎确诊病例，分别为广州市报告1例菲律宾输入病例、深圳市报告1例瑞士输入病例，佛山市报告1例泰国输入病例。
3月16日，广东省卫健委通报，15日全省新增确诊病例4例，均为境外输入病例，分别为深圳2例（瑞士、菲律宾输入各1例）、广州1例（菲律宾输入）、佛山1例（泰国输入）；新增出院3例。
3月17日，广东省卫健委通报，16日全省新增确诊病例3例，均为广州市报告的境外输入病例（英国、法国、菲律宾输入各1例）。新增出院1例。
3月18日，广东省卫健委通报，17日全省新增确诊病例5例，均为境外输入病例，分别为广州3例（泰国输入2例、英国输入1例），深圳2例（英国、荷兰各输入1例）。新增出院5例。其中一名为巴西籍职业足球运动员。
3月19日，广东省卫健委通报，18日全省新增确诊病例9例，均为境外输入病例，分别为广州5例（英国、菲律宾各输入2例、法国输入1例），深圳2例（英国输入），梅州1例（泰国输入），肇庆1例（法国输入）。新增出院6例。
3月20日，广东省卫健委通报，19日全省新增境外输入确诊病例14例，其中广州5例（菲律宾输入4例、美国输入1例），深圳5例（英国、法国各输入2例、美国输入1例），佛山2例（英国、泰国各输入1例），珠海1例（英国输入），揭阳1例（菲律宾输入）。新增出院4例。
3月21日，广东省卫健委通报，20日全省新增境外输入确诊病例7例，其中深圳4例（英国输入3例、菲律宾输入1例），广州2例（英国输入1例、菲律宾输入1例），珠海1例（英国输入）。新增出院3例。
3月22日，广东省卫健委通报，21日全省新增境外输入确诊病例8例，其中深圳3例（英国、泰国、西班牙输入各1例）、广州3例（菲律宾、土耳其各输入1例，境外输入关联病例1例）、湛江1例（法国输入）、珠海1例（英国输入）。新增出院4例。其中境外输入关联病例为首次通报，患者为江苏籍金姓男子，54岁。与他有密切接触的18名人士被隔离，其中一名是往返于土耳其的服装批发商林某，现年34岁，一样于当日通报确诊。其工作地长城大厦从3月21日起禁止所有人员进入。
3月23日，广东省卫健委通报，22日全省新增境外输入确诊病例6例，其中广州3例（英国、法国、菲律宾各输入1例）、佛山2例（法国、科特迪瓦各输入1例）、潮州1例（英国输入）。新增出院3例。
3月24日，广东省卫健委通报，23日全省新增境外输入确诊病例14例，分别为广州12例（巴基斯坦4例、英国3例、尼日利亚2例，美国、安哥拉、刚果金各输入1例）、深圳1例（美国输入）、佛山1例（美国输入）。新增出院1例。当日首次通报湖北输入病例，患者1月份回湖北居住，3月19日回到佛山。3月22日核酸检测结果为阳性后确诊。
3月25日，广东省卫健委通报，24日全省新增境外输入确诊病例5例，分别为广州4例（英国、巴基斯坦、美国、智利各输入1例）、深圳1例（英国输入）。新增出院1例。
3月26日，广东省卫健委通报，25日全省新增境外输入确诊病例11例，分别为广州报告9例（英国输入7例，多哥、埃塞俄比亚各输入1例）、深圳报告2例（美国、法国各输入1例）。新增出院2例。
3月27日，广东省卫健委通报，26日全省新增境外输入确诊病例12例，分别为广州报告9例（美国输入3例，尼日利亚输入2例，法国、英国、巴基斯坦、布基纳法索各输入1例）、深圳报告1例（美国输入）、湛江报告1例（柬埔寨输入）、珠海报告1例（英国输入）。新增出院1例。
3月28日，广东省卫健委通报，27日全省新增境外输入确诊病例11例，分别为广州报告8例（西班牙、美国、英国各输入2例，刚果（金）、布基纳法索各输入1例）、深圳报告2例（美国、巴西各输入1例）、佛山报告1例（美国输入）。新增出院4例。
3月29日，广东省卫健委通报，28日全省新增境外输入确诊病例8例，分别为广州报告6例（阿联酋输入3例，英国、马来西亚、爱尔兰各输入1例）、深圳报告1例（英国输入）、珠海报告1例（英国输入）。新增出院8例。
3月30日，广东省卫健委通报，29日全省新增境外输入确诊病例9例，分别为广州报告7例（英国、新加坡、布基纳法索、安哥拉、马达加斯加、俄罗斯、尼日利亚各输入1例）、深圳报告2例（美国输入）。新增出院2例。
3月31日，广东省卫健委通报，30日全省新增境外输入确诊病例6例，分别为广州报告4例（英国、美国各输入2例）；深圳、佛山各报告1例（英国输入）。新增出院2例。

## 2020年4月
4月1日，广东省卫健委通报，3月31日全省新增境外输入确诊病例11例，其中境外输入确诊病例10例，分别为广州报告9例（美国输入3例，尼日利亚输入2例，菲律宾、马来西亚、英国、安哥拉各输入1例）、佛山报告1例（美国输入）；省外输入确诊病例1例，为深圳报告湖北输入。
4月2日，广东省卫健委通报，4月1日全省新增境外输入确诊病例6例，均为广州报告病例（尼日利亚输入2例，美国、英国、爱尔兰、马来西亚各输入1例）。
4月3日，广东省卫健委通报，4月2日全省新增境外输入确诊病例6例，分别为广州报告4例（美国输入2例，法国、菲律宾各输入1例）、深圳报告1例（俄罗斯输入）、汕头报告1例（英国输入）；新增1例境内病例，为广州报告境外输入关联病例。
4月4日，广东省卫健委通报，4月3日，全省新增境外输入确诊病例2例，为深圳、佛山各报告1例（英国输入）。新增出院10例。
4月5日，廣東省衛健委通報，4月4日，全省新增境外输入确诊病例3例，分别为广州报告2例（美国、加拿大输入各1例）、深圳报告1例（美国输入）。广州报告3例，揭阳报告2例境外输入关联病例。新增出院9例。
4月6日，廣東省衛健委通報，4月5日，全省新增境外输入确诊病例7例，为广州报告7例（加拿大、英国各输入2例，美国、柬埔寨、尼日尔各输入1例）。全省累计报告境外输入病例172例。新增1例境内病例，为深圳报告湖北输入病例。
4月7日，廣東省衛健委通報，4月6日，全省新增境外输入确诊病例1例，为江门报告美国输入病例，新增出院6例。新增无症状感染者5例，分别为广州报告3例（英国输入2例、境外输入关联1例）、深圳报告1例（美国输入）、惠州报告1例（湖北输入）。
4月8日，廣東省衛健委通報，4月7日，全省新增境外输入确诊病例2例，分别为深圳报告1例（美国输入，入境口岸发现），佛山报告1例（尼日利亚输入，主动排查发现）。新增境外输入关联病例1例（广州报告，主动排查发现）。新增出院10例。
4月9日，广东省卫健委通报，4月8日，全省新增境外输入确诊病例1例，为广州报告（来自美国，入境口岸发现）。新增境外输入关联确诊病例2例，为广州报告（主动排查发现）。新增出院12例。
4月10日，广东省卫健委通报，4月9日，全省新增境外输入确诊病例2例，为广州报告（来自英国、法国各1例，均入境口岸发现）。新增境外输入关联确诊病例3例，广州报告2例（隔离点、主动排查各发现1例）、河源报告1例（隔离点发现）。新增出院11例。
4月11日，广东省卫健委通报，4月10日，全省新增境外输入确诊病例1例，为广州报告（来自法国，入境口岸发现，入关后即被隔离观察）。新增境外输入关联确诊病例3例，为广州报告（密切接触者隔离排查2例、医疗机构发热门诊排查1例）。新增出院3例。
4月12日，广东省卫健委通报，4月11日，全省新增境外输入确诊病例4例，广州报告（来自柬埔寨2例，来自英国、俄罗斯各1例，通过入境口岸或隔离点发现，入关后即被隔离观察）。新增出院6例。
4月13日，广东省卫健委通报，4月12日，全省无新增境外输入确诊病例。新增境内确诊病例3例，为广州报告（通过主动排查发现，其中境外输入关联2例，湖北输入1例）。新增出院11例。
4月14日，广东省卫健委通报，4月13日，全省新增境外输入确诊病例6例，广州报告4例（来自美国2例，英国、柬埔寨各1例），深圳报告2例（来自柬埔寨、巴西各1例）。新增境内确诊病例3例，广州报告2例（通过隔离点和医疗机构发现），佛山报告1例（通过医疗机构发现）。新增出院4例。
4月15日，广东省卫健委通报，4月14日，全省新增境内确诊病例2例，为广州报告（境外输入关联2例，通过医疗机构发现）。新增出院4例。
4月16日，广东省卫健委通报，4月15日，全省新增境外输入关联确诊病例5例，分别为广州报告4例（3例为无症状感染者转确诊，1例为密切接触者转确诊）、佛山报告1例（为无症状感染者转确诊）。新增出院9例。
4月17日，广东省卫健委通报，4月16日，全省新增境外输入确诊病例1例，广州报告（来自澳大利亚，通过入境口岸发现，入境后即被隔离观察）。新增境内确诊病例5例，分别为广州报告4例（3例为无症状感染者转确诊，1例为发热门诊发现）、深圳报告1例（湖北输入）。新增出院4例。
4月18日，广东省卫健委通报，4月17日，全省新增境内确诊病例2例，分别为深圳报告1例，为湖北输入病例；中山报告1例，为境外输入关联病例。新增出院7例。
4月19日，广东省卫健委通报，4月18日，全省新增境内确诊病例1例，为深圳报告湖北输入病例。新增出院8例。
4月20日，广东省卫健委通报，4月19日，全省新增境外输入确诊病例1例，广州报告（来自英国，通过入境口岸发现，入关后即被隔离观察）。新增出院4例。
4月21日，广东省卫健委通报，4月20日，新增确诊病例1例，为佛山报告境外输入关联，为尼日利亚籍隔离管理的无症状感染者转确诊病例。新增出院7例。截至4月20日24时，全省累计报告新冠肺炎确诊病例1582例，累计出院1501例，累计死亡8例。
4月22日，广东省卫健委通报，4月21日，全省无新增境外输入确诊病例，无新增境内确诊病例。新增出院10例。
4月23日，广东省卫健委通报，4月22日，全省新增境外输入确诊病例1例，广州报告（来自美国，通过入境口岸发现，入境后即被隔离观察）。新增境内确诊病例1例，为佛山报告境外输入关联，通过医疗机构发现，为无症状感染者转确诊病例。新增出院7例。
4月24日，广东省卫健委通报，4月23日，全省新增境内确诊病例1例，为广州报告境外输入关联，通过社区排查发现，为无症状感染者转确诊病例。新增出院10例。
4月25日，广东省卫健委通报，4月24日，全省新增出院6例。
4月26日，广东省卫健委通报，4月25日，全省新增境内确诊病例1例，为广州报告境外输入关联，通过社区排查发现，为无症状感染者转确诊病例。新增出院8例。
4月27日，广东省卫健委通报，4月26日，全省新增境外输入确诊病例1例，广州报告（来自英国，通过入境口岸发现，入境后即被隔离观察）。无新增出院病例。
4月28日，广东省卫健委通报，4月27日，全省新增出院5例。
4月29日，广东省卫健委通报，4月28日，全省新增境内确诊病例1例，为深圳报告，为无症状感染者转确诊病例。新增出院7例。
4月30日，广东省卫健委通报，4月29日，全省新增出院3例。

## 2020年5月
5月1日，广东省卫健委通报，4月30日，全省新增出院8例。
5月2日，广东省卫健委通报，5月1日，全省新增出院2例。
5月3日，广东省卫健委通报，5月2日，全省无新增确诊病例，无新增出院病例。
5月4日，广东省卫健委通报，5月3日，全省无新增确诊病例，新增出院病例2例。
5月5日，广东省卫健委通报，5月4日新增出院2例。
5月6日，广东省卫健委通报，5月5日新增出院4例。
5月7日，广东省卫健委通报，5月6日新增境外输入确诊病例1例，为广州报告的美国输入病例。
5月17日，广东省卫健委通报，5月16日新增境外输入确诊病例1例，为广州报告的加拿大输入病例。
5月21日，广东省卫健委通报，5月20日新增境外输入确诊病例1例，为广州报告的英国输入病例。同日，深圳最后一名嚴重急性呼吸綜合症冠狀病毒2型确诊患者出院。
5月24日，广东省卫健委通报，5月23日新增境外输入确诊病例1例，为广州报告的孟加拉国输入病例。
5月27日，广州最后一位嚴重急性呼吸綜合症冠狀病毒2型危重症患者正式出院，为钟南山院士团队救治的患者。
5月30日，广东省卫健委通报，5月29日新增境外输入确诊病例1例，为广州报告的孟加拉国输入病例。
6月1日，广东省卫健委通报，5月31日新增境外输入确诊病例2例，均为广州报告的尼日利亚输入病例。

## 2020年6月
6月2日，广东省卫健委通报，6月1日新增境外输入确诊病例1例，为广州报告的阿联酋输入病例。
6月3日，广东省卫健委通报，6月2日新增境外输入确诊病例1例，为广州报告的阿联酋输入病例。
6月4日，广东省卫健委通报，6月3日新增境外输入确诊病例1例，为广州报告的尼日利亚输入病例。
6月6日，广东省卫健委通报，6月5日新增境外输入确诊病例3例，均为广州报告的孟加拉国输入病例。
6月7日，广东省卫健委通报，6月6日新增境外输入确诊病例1例，为广州报告的孟加拉国输入病例。
6月9日，广东省卫健委通报，6月8日新增境外输入确诊病例2例，为广州报告的孟加拉国输入病例。
6月11日，广东省卫健委通报，6月10日新增境外输入确诊病例3例，为广州报告的孟加拉国输入病例。
6月13日，广东省卫健委通报，6月12日新增境外输入确诊病例1例，为广州报告的秘鲁输入病例。
6月14日，广东省卫健委通报，6月13日新增境外输入确诊病例17例，均为广州报告，其中14例来自孟加拉国，3例来自印度。
6月16日，广东省卫健委通报，6月15日新增境外输入确诊病例3例，均为广州报告的孟加拉国输入病例。
6月19日，广东省卫健委通报，6月18日新增境外输入确诊病例3例，均为广州报告的印度尼西亚输入病例。
6月20日，广东省卫健委通报，6月19日新增境外输入确诊病例3例，均为广州报告，2例来自孟加拉国，1例来自印度尼西亚。
6月25日，广东省卫健委通报，6月24日新增境外输入确诊病例1例，为广州报告的美国输入病例。
6月27日，广东省卫健委通报，6月26日新增境外输入确诊病例2例，均为广州报告，分别来自阿联酋和印度。
6月30日，广东省卫健委通报，6月29日新增境外输入确诊病例4例，均为广州报告，3例确诊病例来自孟加拉国，1例确诊病例来自阿联酋。

## 2020年7月
7月1日，广东省新增境外输入确诊病例1例，为广州报告，来自孟加拉国。
7月3日，广东省新增境外输入确诊病例1例，为广州报告，来自美国。
7月6日，广东省新增境外输入确诊病例1例，为广州报告，来自孟加拉国。
7月7日，广东省新增境外输入确诊病例1例，为广州报告，来自坦桑尼亚。
7月8日，广东省新增境外输入确诊病例2例，为广州报告，均来自印度尼西亚。
7月10日，广东省新增境外输入确诊病例1例，广州报告，来自菲律宾。
7月12日，广东省新增境外输入确诊病例2例，为广州报告，分别来自印度尼西亚和英国。
7月16日，广东省新增境外输入确诊病例4例，广州报告，均来自美国。
7月17日，广东省新增境外输入确诊病例3例，其中，2例确诊病例为珠海报告，来自香港，1例确诊病例为广州报告，来自菲律宾。2例珠海报告的香港输入病例为母子关系，常住香港油尖旺区，儿子也于7月14日开始放暑假。7月16日晚经港珠澳大桥入境珠海，7月17日下午确诊。广州报告的菲律宾输入病例系常住福建省宁德市的美发师。
7月18日，广东省新增境外输入确诊病例2例，为广州报告，来自美国。
7月21日，广东省新增境外输入确诊病例2例，为广州报告，来自孟加拉国。
7月22日，广东省新增境外输入确诊病例1例，为广州报告，来自加纳。
7月23日，广东省新增境外输入确诊病例5例，均为广州报告。其中来自新加坡3例，来自美国和加纳各1例。
7月24日，广东省新增境外输入确诊病例2例，为广州报告，2例确诊病例分别来自菲律宾和孟加拉国。
7月25日，广东省新增境外输入确诊病例3例，均为广州报告，均来自菲律宾。
7月28日，广东省新增境外输入确诊病例2例，均为广州报告，分别来自伊朗和新加坡。
7月29日，广东省新增境外输入确诊病例1例，广州报告，来自赞比亚。
7月30日，广东省新增境外输入确诊病例3例，均为广州报告，其中2例来自菲律宾，1例来自伊拉克。
7月31日，广东省新增境外输入确诊病例2例，均为广州报告，分别来自葡萄牙和孟加拉国。

## 2020年8月
8月1日，广东省新增境外输入确诊病例2例，均为广州报告，分别来自菲律宾和肯尼亚。
8月2日，广东省新增境外输入确诊病例1例，广州报告，来自新加坡。
8月3日，广东省新增境外输入确诊病例4例，其中广州报告确诊病例3例，2例来自孟加拉国，1例来自阿联酋；深圳报告确诊病例1例，来自美国。
8月7日，广东省新增境外输入确诊病例1例，广州报告，来自美国。
8月8日，广东省新增境外输入确诊病例5例，均为广州报告。确诊病例来自菲律宾3例，来自美国和沙特阿拉伯各1例。
8月9日，广东省新增境外输入确诊病例3例，均为广州报告。确诊病例来自沙特阿拉伯2例，来自菲律宾1例。
8月10日，广东省新增境外输入确诊病例3例，其中广州报告1例，来自阿联酋；深圳报告2例，来自俄罗斯。
8月11日，广东省新增境外输入确诊病例6例，其中广州报告1例，来自阿联酋；珠海报告5例，来自菲律宾。
8月12日，广东省新增境外输入确诊病例2例，其中广州报告1例，来自印度尼西亚；潮州报告1例，来自菲律宾。
8月14日，广东省卫健委通报，汕尾市辖下陆丰市在医疗机构发热门诊监测中，排查发现1名新冠肺炎核酸阳性人员，经省市卫生健康部门判定，为新冠肺炎确诊病例。该患者为41岁女性，陸豐市南塘鎮人，为深圳羅湖區水貝盒馬鮮生超市某品牌商品促销员，已于8月2日离职。8月6日携带3名子女搭乘深圳至陆丰的大巴车回陆丰南塘镇。7日出现咽部不适，8日出现发热、腹泻。患者因自行服药无好转，于12日傍晚到当地医院急诊科就诊，体温39℃，提示肺部有感染。随后由负压救护车转运至定点医院隔离治疗，目前病情稳定。该患者在医院就诊过程中以及乘坐公共交通工具时，全程佩戴口罩。事后，汕尾市对排查出的密切接触者进行核酸检测和集中隔离，对重点场所落实全面消杀。而同行的3人核酸检测结果为阳性，结合其临床表现判定为无症状感染者，目前已转运至定点医院集中收治。当日，深圳市啟動應急處置機制，共採集重點人群樣本1730份，生活和工作環境樣本2140份。經排查，2人（男性、女性各1人）核酸檢測陽性，其他均為陰性。該2例陽性人員均在羅湖區水貝盒馬鮮生超市工作，分別居住在羅湖區和龍崗區，現已被送至深圳市第三人民醫院隔離觀察，其所住樓棟的居民已接受醫學觀察和核酸採樣檢測，相關場所已進行消殺，各項有關疫情防控工作正在進行中。当日广东省还新增了1例境外输入确诊病例，广州报告，来自科特迪瓦。
8月15日，广东省新增境外输入确诊病例3例，广州报告，2例来自孟加拉国，1例来自沙特阿拉伯。
8月16日，广东省新增境外输入确诊病例8例，广州报告，5例来自沙特阿拉伯，2例来自菲律宾，1例来自阿联酋。
8月17日，广东省新增境外输入确诊病例1例，广州报告，来自哈萨克斯坦。
8月18日，广东省新增境外输入确诊病例4例，广州报告，来自埃塞俄比亚2例，来自孟加拉国和加拿大各1例。
8月22日，廣東省衛生健康委主任段宇飛介紹，此次汕尾疫情相關感染者病毒與香港本地流行毒株高度同源，相似度達99.99%。在8月28日深圳市政府的记者会上，深圳市衛生健康委主任、市防控工作領導小組（指揮部）新聞發言人羅樂宣表示，该患者病毒基因組溯源和流行病學調查結果提示由香港輸入的可能性大。
8月22日，广东省新增境外输入确诊病例2例，广州报告，分别来自孟加拉国和美国。
8月24日，广东省新增境外输入确诊病例3例，广州报告，分别来自阿联酋、南苏丹、阿根廷。
8月25日，广东省新增境外输入确诊病例4例，广州报告，分别来自肯尼亚、埃塞俄比亚、孟加拉国、美国。
8月27日，广东省新增境外输入确诊病例1例，广州报告，来自坦桑尼亚。
8月28日，广东省新增境外输入确诊病例2例，广州报告，分别来自科特迪瓦和法国。
8月29日，广东省新增境外输入确诊病例1例，广州报告，来自科特迪瓦。
8月30日，广东省新增境外输入确诊病例1例，广州报告，来自英国。
8月31日，广东省新增境外输入确诊病例1例，广州报告，来自乍得。

## 2020年9月
9月1日，广东省新增境外输入确诊病例2例，广州报告，来自美国。
9月2日，广东省新增境外输入确诊病例3例，广州报告，分别来自苏里南、加蓬、伊拉克。
9月3日，廣東省新增境外輸入病例13例，广州报告8例，6例来自印度尼西亚，2例来自菲律宾；深圳报告5例，来自墨西哥。
9月4日，广东省新增境外输入确诊病例2例，广州报告1例，来自美国；深圳报告1例，来自南非。
9月5日，广东省新增境外输入确诊病例3例，广州报告，分别来自尼日尔、孟加拉国、阿根廷。
9月6日，广东省新增境外输入确诊病例4例，广州报告，来自尼日尔和埃塞俄比亚各2例。
9月7日，广东省新增境外输入确诊病例2例，广州报告，来自美国。
9月9日，广东省新增境外输入确诊病例1例，广州报告，来自美国。
9月10日，广东省新增境外输入确诊病例4例，广州报告，来自尼日利亚和印度尼西亚各2例。
9月11日，广东省新增境外输入确诊病例2例，广州报告，分别来自印度和尼日利亚。
9月12日，广东省新增境外输入确诊病例1例，广州报告，来自土耳其。
9月13日，广东省新增境外输入确诊病例1例，佛山报告，来自缅甸。
9月14日，广东省新增确诊病例4例、无症状感染者1例，均为境外输入。
9月15日，广东省新增境外输入确诊病例1例，广州报告，来自孟加拉国。
9月16日，广东省新增境外输入确诊病例1例，广州报告，来自坦桑尼亚。
9月17日，广东省新增境外输入确诊病例3例，广州报告，分别来自乌兹别克斯坦、科威特、缅甸。
9月18日，广东省新增境外输入确诊病例6例，广州报告，来自印度尼西亚。
9月19日，廣東省新增境外输入确诊病例4例。
9月20日，广东省新增境外输入确诊病例3例，广州报告，2例来自缅甸，1例来自乌兹别克斯坦。
9月21日，广东省新增境外输入确诊病例3例，广州报告，分别来自刚果金、乍得、科威特。
9月22日，广东省新增境外输入确诊病例4例，广州报告，来自印度尼西亚和孟加拉国各2例。
9月24日，广东省新增境外输入确诊病例2例，广州报告，来自印度尼西亚。
9月25日，广东省新增境外输入确诊病例3例，广州报告，分别来自伊朗、新加坡和乌兹别克斯坦。
9月26日，广东省新增境外输入确诊病例2例，广州报告，分别来自印度尼西亚和孟加拉国。
9月27日，广东省新增境外输入确诊病例5例，广州报告，分别来自沙特阿拉伯、尼日利亚、坦桑尼亚、秘鲁、尼泊尔。
9月29日，广东省新增境外输入确诊病例8例，广州报告3例，分别来自尼泊尔、阿根廷和埃塞俄比亚；湛江报告5例，来自菲律宾。
9月30日，广东省新增境外输入确诊病例2例，广州报告，分别来自伊朗和尼泊尔。

## 2020年10月
10月1日，广东省新增境外输入确诊病例2例，广州报告，来自菲律宾。
10月2日，广东省新增境外输入确诊病例3例，广州报告2例，分别来自几内亚和科特迪瓦；湛江报告1例，来自菲律宾。
10月3日，广东省新增境外输入确诊病例6例，广州报告，3例来自孟加拉国，其余3例分别来自几内亚、肯尼亚、厄瓜多尔。
10月4日，广东省新增境外输入确诊病例1例，广州报告，来自英国。
10月5日，广东省新增境外输入确诊病例5例，广州报告4例，分别来自英国、阿联酋、菲律宾和坦桑尼亚；佛山报告1例，来自阿根廷。
10月6日，广东省新增境外输入确诊病例2例。
10月8日，广东省新增境外输入确诊病例3例。
10月9日，广东省新增境外输入确诊病例1例，广州报告，来自塞尔维亚。
10月10日，广东省新增境外输入确诊病例6例。
10月11日，广东省新增境外输入确诊病例3例，广州报告，2例来自沙特阿拉伯，1例来自几内亚。
10月12日，广东省新增境外输入确诊病例2例，广州报告，分别来自玻利维亚和埃塞俄比亚。
10月13日，广东省新增境外输入确诊病例6例，广州报告，2例来自尼泊尔，其余4例分别来自孟加拉国、荷兰、阿联酋和莫桑比克。
10月14日，新增境外输入病例4例。
10月15日，广东省新增境外输入确诊病例2例，广州报告，分别来自菲律宾和叙利亚。
10月16日，广州市花都区卫生健康局通报，发现1例新冠病毒核酸初筛阳性，当日复核为无症状感染者。该无症状感染者系广州市花都区入境人员隔离酒店欣园酒店工勤人员。同日，广东省新增境外输入确诊病例2例，广州报告，分别来自意大利和几内亚。
10月17日，广州市疾控中心通报，10月16日报告的无症状感染者曾于10月12日协助隔离酒店部分隔离人员处理快递时，未按照规范开展防护，仅佩戴口罩，没有戴手套、穿鞋套，隔离衣穿着不规范，且与隔离人员有近距离的交流；12日当天，与其有近距离接触的隔离人员被确诊为新冠肺炎确诊病例。目前，该名感染者没有出现发热、咳嗽等症状，CT检查无异常，经专家组研判为境外输入关联无症状感染。同日，广东省新增境外输入确诊病例4例，广州报告，2例来自美国，其余2例分别来自阿联酋和尼日利亚。
10月18日，广东省新增境外输入确诊病例3例，广州报告，2例来自沙特阿拉伯，1例来自孟加拉国。
10月19日，广东省新增境外输入确诊病例5例。
10月20日，广东省新增境外输入确诊病例3例，广州报告，分别来自尼日利亚、伊拉克和刚果金。
10月21日，广东省新增境外输入确诊病例3例，广州报告，2例来自尼日利亚，1例来自伊朗。
10月23日，广东省新增境外输入确诊病例9例，广州报告，3例来自尼日利亚，其余6例分别来自美国、俄罗斯、菲律宾、缅甸、土耳其和哈萨克斯坦。
10月24日，广东省新增境外输入确诊病例3例，广州报告，2例来自孟加拉国，1例来自沙特阿拉伯。
10月25日，广东省新增境外输入确诊病例1例，广州报告，来自加纳。
10月26日，广东省新增境外输入确诊病例1例，广州报告，来自土耳其。
10月27日，广东省新增境外输入确诊病例2例，广州报告，分别来自尼泊尔和刚果金。
10月28日，广东省新增境外输入确诊病例3例，广州报告，分别来自加拿大、孟加拉国和马来西亚。
10月29日，广东省新增境外输入确诊病例2例，广州报告，分别来自柬埔寨和几内亚。
10月30日，广东省新增境外输入确诊病例3例，广州报告，2例来自土耳其，1例来自埃及。
10月31日，广东省新增境外输入确诊病例3例，广州报告，2例来自孟加拉国，1例来自津巴布韦。

## 2020年11月
11月1日，广东省新增境外输入确诊病例5例，广州报告，来自菲律宾和约旦各2例，来自加拿大1例。
11月2日，广东省新增境外输入确诊病例8例，广州报告，2例来自孟加拉国，其余6例分别来自印度、乌干达、埃塞俄比亚、波兰、刚果金和阿根廷。
11月3日，广东省新增境外输入确诊病例3例，广州报告，分别来自贝宁、土耳其和阿联酋。
11月5日，广东省新增境外输入确诊病例3例，广州报告，2例来自孟加拉国，1例来自肯尼亚。
11月6日，广东省新增境外输入确诊病例2例，广州报告，分别来自尼泊尔和巴勒斯坦。
11月7日，广东省新增境外输入确诊病例2例，广州报告，分别来自埃及和菲律宾。
11月8日，广东省新增境外输入确诊病例4例，广州报告，2例来自英国，1例来自刚果金，1例来自菲律宾。
11月9日，广东省新增境外输入确诊病例6例，广州报告，来自埃塞俄比亚2例，其余4例分别来自马里、菲律宾、肯尼亚和匈牙利。
11月11日，广东省新增境外输入确诊病例1例，广州报告，来自美国。
11月13日，广东省新增境外输入确诊病例7例，广州报告，2例来自马里，其余5例分别来自印度尼西亚、尼泊尔、坦桑尼亚、埃塞俄比亚和伊朗。
11月14日，广东省新增境外输入确诊病例3例，广州报告，分别来自菲律宾、刚果金和伊朗。
11月15日，广东省新增境外输入确诊病例2例，广州报告，分别来自英国和尼泊尔。
11月16日，广东省新增境外输入确诊病例3例，广州报告，分别来自英国、阿联酋和巴拿马。
11月17日，广东省新增境外输入确诊病例1例，广州报告，来自马里。
11月18日，广东省新增境外输入确诊病例1例，广州报告，来自印度尼西亚。
11月19日，广东省新增境外输入确诊病例2例，广州报告，分别来自美国和马达加斯加。
11月22日，广东省新增境外输入确诊病例4例，广州报告2例，来自伊拉克；茂名报告2例，来自马来西亚。
11月23日，广东省新增境外输入确诊病例4例，广州报告3例，2例来自刚果金，1例来自乌干达；茂名报告1例，来自马来西亚。
11月24日，广东省新增境外输入确诊病例1例，广州报告，来自伊拉克。
11月25日，广东省新增境外输入确诊病例4例，广州报告2例，分别来自美国和印度尼西亚；阳江报告2例，均来自埃及。
11月29日，广东省新增境外输入确诊病例1例，广州报告，来自摩洛哥。

## 2020年12月
12月1日，深圳新增一例新冠肺炎输入病例，为一名香港籍货车司机。当日广州市另新增2例境外输入确诊病例，分别来自美国和孟加拉国。
12月2日，广东省新增境外输入确诊病例4例，广州报告3例，分别来自加拿大、伊拉克和加纳；惠州报告1例，来自香港。其中惠州市报告的病例为11月28日报告无症状感染者转确诊。此外，当日深圳新增一宗與1日確診中港跨境貨車司機相關的無症狀感染病例。患者曾乘坐該司機的貨車，為其密切接觸者。
12月3日，广东省新增境外输入确诊病例1例，深圳报告，来自美国。
12月4日，广东省新增境外输入确诊病例3例，广州报告2例，分别来自意大利和伊朗；珠海报告1例，来自香港。
12月5日，广东省新增境外输入确诊病例2例，广州报告，来自沙特阿拉伯。
12月6日，广东省新增境外输入确诊病例2例，广州报告1例，来自尼日利亚；深圳报告1例，来自俄罗斯。
12月7日，广东省新增境外输入确诊病例3例，广州报告2例，分别来自美国和肯尼亚；深圳报告1例，来自俄罗斯。
12月8日，广东省新增境外输入确诊病例2例，均为广州报告，分别来自美国和意大利。
12月9日，广东省新增境外输入确诊病例1例，广州报告，来自印度尼西亚。
12月10日，广东省新增境外输入确诊病例3例，广州报告，分别来自美国、印度尼西亚和肯尼亚。
12月11日，广东省新增境外输入确诊病例2例，广州报告1例，来自巴拿马；深圳报告1例，来自俄罗斯。
12月12日，广东省新增境外输入确诊病例1例，广州报告，来自约旦。
12月13日，广东省新增境外输入确诊病例1例，广州报告，来自苏丹。
12月14日，广东省新增境外输入确诊病例1例，广州报告，来自约旦。
12月15日，广东省新增境外输入确诊病例3例，广州报告2例，均来自孟加拉国；珠海报告1例，来自香港。
12月16日，广东省新增境外输入确诊病例1例，佛山报告，来自美国。
12月17日，广东省新增境外输入确诊病例4例，广州报告2例，来自尼泊尔；深圳报告2例，来自美国。
12月18日，广东省新增境外输入确诊病例1例，广州报告，来自日本。
12月19日，广东省新增境外输入确诊病例1例，广州报告，来自沙特阿拉伯。
12月20日，广州市南沙区20日在对入境隔离酒店工作人员进行例行检测中，排查发现1例新冠肺炎核酸阳性人员，经专家组判定为无症状感染者。当日广东省新增境外输入确诊病例3例，广州报告，分别来自英国、菲律宾和尼日利亚。
12月21日，广东省新增境外输入确诊病例3例，广州报告2例，分别来自缅甸和赞比亚；深圳报告1例，来自日本。
12月22日，广东省新增境外输入确诊病例1例，佛山报告，来自土耳其。
12月23日，广东省新增境外输入确诊病例1例，广州报告，来自伊拉克。
12月24日，广东省新增境外输入确诊病例1例，佛山报告，来自美国。
12月25日，广东省新增境外输入确诊病例1例，广州报告，来自伊拉克。
12月27日，深圳市新增1例无症状感染者，其近期曾2次从深圳到北京出差。当日，广东省新增境外输入确诊病例1例，广州报告，来自坦桑尼亚。
12月28日，广东省新增境外输入确诊病例1例，广州报告，来自乌干达。
12月29日，广东省新增境外输入确诊病例1例，广州报告，来自尼日利亚。
12月30日，广东省新增境外输入确诊病例3例，广州报告1例，来自伊拉克；深圳报告2例，均来自俄罗斯。
12月31日，广东省新增境外输入确诊病例2例，深圳报告1例，来自俄罗斯；江门报告1例，来自尼日尔。